# Галова кислота

Молекула галової кислоти

Га́лова кислота́ (3,4,5-триоксибензойна кислота) — органічна кислота, що зустрічається в природі в чаї, дубовій корі, тунбергії, дубильних екстрактах. Назва утворена від галів — хворобливих наростів на дубовому листі.

## Знаходження в природі
Галова кислота є складовою гарбників і таніну, що містяться в чорнильних горішках, листках чаю і в дубовій корі.

## Фізичні властивості
Утворює кристалогідрат з 1 молекулою води (C7H6O5·H2O) — безбарвні кристали, що темніють на світлі. Галова кислота добре розчинна в окропі, спирті, гірше — в етері, погано — в холодній воді; константа кислотної дисоціації К = 3,9·10−5 (25 °C).
При нагріванні (100–120 °C) галова кислота втрачає воду; t пл безводної галової кислоти 240 °C (з розкладанням); з хлоридом заліза(III) дає синьо-чорне забарвлення.

## Отримання
Отримують її гідролізом таніну.

## Застосування
Галову кислоту застосовують в аналітичній хімії, задля синтезу барвників (антрагалолу та ін.), в мікроскопії, як деполяризатор при використанні методів електрохімічного аналізу. При сухій перегонці галової кислоти утворюється пірогалол.
Галова кислота є антиоксидантом.